# باربرا مور (منافسة ألعاب القوى)
باربرا مور (بالإنجليزية: Barbara Moore) هي منافسة ألعاب القوى نيوزيلندية، ولدت في 27 يوليو 1957.

## وصلات خارجية
- باربرا مور على موقع الاتحاد الدولي لألعاب القوى (الإنجليزية)